# Vallée d'Aoste Chambave rouge
Le Vallée d'Aoste Chambave rouge est un vin rouge italien de la région autonome Vallée d'Aoste doté d'une appellation DOC depuis le 30 juillet 1985. Seuls ont droit à la DOC les vins récoltés à l'intérieur de l'aire de production définie par le décret. Les vignobles autorisés se situent en Vallée d'Aoste dans les communes de Chambave, Châtillon, Pontey, Saint-Denis, Saint-Vincent et Verrayes.

## Caractéristiques organoleptiques
- couleur : rouge rubis intense avec des reflets violacés.
- odeur : fin, intense, vineux avec des arômes de fleurs et de baies rouges
- saveur : sec, savoureux, harmonieux.

Le Vallée d'Aoste Chambave rouge se déguste à une température de 15 à 17 °C et il se gardera  2 – 5 ans. 

## Production
Province, saison, volume en hectolitres :
- pas de données disponibles